# Paramigas
Paramigas es un género de arañas migalomorfas de la familia Migidae. Se encuentra en Madagascar.

## Lista de especies
Según The World Spider Catalog 11.5:
- Paramigas alluaudi (Simon, 1903)
- Paramigas andasibe Raven, 2001
- Paramigas goodmani Griswold & Ledford, 2001
- Paramigas macrops Griswold & Ledford, 2001
- Paramigas manakambus Griswold & Ledford, 2001
- Paramigas milloti Griswold & Ledford, 2001
- Paramigas oracle Griswold & Ledford, 2001
- Paramigas pauliani (Dresco & Canard, 1975)
- Paramigas pectinatus Griswold & Ledford, 2001
- Paramigas perroti (Simon, 1891)
- Paramigas rothorum Griswold & Ledford, 2001